# 김세민 (1968년)
김세민(1968년 10월 19일 ~ )은 대한민국의 배우이다.

## 이력
1994년 MBC 문화방송 23기 공채 탤런트로 정식 데뷔하였다.

## 출연작

### 드라마
- 1994년 MBC 아침드라마 《큰 언니》
- 1994년 MBC 수목드라마 《아들의 여자》
- 1995년 MBC 수목드라마 《제4공화국》 ... 김정택 역
- 1997년 SBS 일일드라마 《지평선 너머》 ... 광치 역
- 1999년 MBC 월화드라마 《허준》
- 2003년 SBS 월화드라마 《야인시대》 ... 김종원 역
- 2004년 MBC 월화드라마 《영웅시대》
- 2005년 SBS 월화드라마 《서동요》 ... 장두 역
- 2009년 MBC 월화드라마 《내조의 여왕》 ... 황비서 역
- 2011년 MBC 월화드라마 《짝패》... 이생원 역
- 2011년 MBC 일일연속극 《남자를 믿었네》 ... 김형철 역
- 2011년~2012년 MBC 주말특별기획 《애정만만세》 ... 의사 역
- 2011년 MBC 월화드라마 《역전의 여왕》 ... 연희남편 역
- 2012년 JTBC 주말연속극 《인수대비》 ... 성삼문 역
- 2013년 MBC 일일연속극 《오로라 공주》 ... 윤해기 역
- 2015년 MBC 일일연속극 《불굴의 차여사》 ... 강상철 역
- 2016년 MBC 일일연속극 《아름다운 당신》 ...안지휘자 역

### 영화
- 2002년 《몽중인》 ... 배이수 역